# 山田六一
山田 六一（やまだ ろくいち、1917年1月7日 - 2013年1月16日）は、日本の実業家。三協精機製作所（現・ニデックインスツルメンツ）創業者であり、代表取締役社長を務めた。

## 略歴
長野県諏訪郡長地村（現・岡谷市）出身。長野県諏訪中学校（現・長野県諏訪清陵高等学校）を経て、山梨高等工業学校（現・山梨大学）機械工学科卒業。北澤工業（現・東洋バルヴ）入社。1946年に兄の山田正彦と戦時中に第二精工舎諏訪工場（現・セイコーエプソン）から北澤工業に出向した小川憲二郎の3人で、三協精機製作所（現・ニデックインスツルメンツ）を創業。同社代表取締役社長、会長、名誉会長を歴任し、のちに長野県スケート連盟の副会長を務めた。2013年、老衰のため死去した。96歳没。